# Big Creek (Belize)
Die Hafenanlage Big Creek ist ein Tiefwasserhafen in Belize. Die Hafenanlage liegt im Mündungsgebiet des Big Creek in das Karibische Meer, im Toledo District.
Erbaut wurde die Hafenanlage in den 1990er Jahren durch private Investoren. Die Hafenanlage verfügt über 133 Meter Kaianlagen.
Über Big Creek werden belizische Bananen, Zitrusfrüchte und Garnelen verschifft. Weiterhin wird über Big Creek das Öl aus Spanish Lookout exportiert.
Im Oktober 2001 kenterte das Tauchkreuzfahrtschiff Wave Dancer von Peter Hughes während des Hurrikans Iris vor Big Creek. Hierbei starben 20 Personen (3 Besatzungsmitglieder, 17 Urlauber).